# Diplozythiella bambusina
Diplozythiella bambusina är en svampart som beskrevs av Died. 1916. Diplozythiella bambusina ingår i släktet Diplozythiella, divisionen sporsäcksvampar och riket svampar.   Inga underarter finns listade i Catalogue of Life.